# Ambystoma andersoni
Ambystoma andersoni is een salamander uit de familie molsalamanders (Ambystomatidae). De soort werd voor het eerst wetenschappelijk beschreven door Salome Litwin Krebs en Ronald A. Brandon in 1984. De soortaanduiding andersoni is een eerbetoon aan James D. Anderson.

## Verspreiding en leefgebied
Deze soort komt voor in delen van zuidelijk Noord-Amerika en leeft endemisch in het Lago Zacapumeer en de omringende wateren in het noordwesten van Michoacan de Ocampo, Mexico op een hoogte tot 2000 meter boven zeeniveau.